# Rob Schröder
Robert Johan (Rob) Schröder (Oegstgeest, 13 november 1950 – Amsterdam, 6 juli 2024) was een Nederlands grafisch vormgever, fotograaf documentairemaker en academiedocent. Hij is bekend als medeoprichter van het ontwerperscollectief Wild Plakken in 1974, en was een van de oprichters van het Sandberg Instituut.

## Leven en werk
Schröder is geboren en getogen in Oegstgeest (tot 1955) en Hoorn (Noord-Holland) (vanaf 1955). Nadat een loopbaan in het voetbal was afgeketst, begon hij in 1971 aan een studie schilderen aan de Gerrit Rietveld Academie in Amsterdam. Hij stapte over naar grafische vormgeving. Begin jaren zeventig was hij actief betrokken bij de democratisering op de school. Pieter Hildering en Willem Vleeschouwer begonnen  een schoolkrant voor de Rietveld getiteld Tstort. Rob sloot zich bij hen aan. Onder anderen Jan Elburg verleende medewerking.
Na zijn afstuderen richtte hij in 1974 samen met Lies Ros en Frank Beekers het ontwerpcollectief Wild Plakken op. Wild Plakken vormde met Hard Werken uit Rotterdam en De Enschedese School uit Enschede een nieuwe generatie ontwerperscollectieven, die in de jaren 1980 vernieuwing brachten in ontwerpersland met een "eclectische, onconventionele en experimentele stijl."
Van 1982 tot 1997 was Schröder ook actief als docent aan de Gerrit Rietveld Academie. In 1995 was hij medeoprichter van het Sandberg Instituut, de masteropleiding van de Gerrit Rietveld Academie. In die tijd is hij ook begonnen als cineast en programmamaker. In 1998 ontving hij de H.N. Werkmanprijs voor het VPRO cultuurprogramma De snelheid.
In het nieuwe millennium richtte Schröder zich verder op de filmindustrie. Hij was hier onder andere schrijver en regisseur bij de films Allerzielen uit 2005, Ouwehoeren uit 2011 en Possessed uit 2018.
Schröder overleed op 73-jarige leeftijd.

## Publicaties, een selectie
- Wim Crouwel. Frank Beekers, Lies Ros, Rob Schröder: wild plakken, 1981.
- Paul H. Hefting. Hard Werken Wild Plakken: ontwerpers Frank Beekers, Lies Ros, Rob Schröder, 1981.

## Familie
Hij was zoon van F.A. (Frans) Schröder en J. (Jopie) Vos. Vader, geboren in Nederlands-Indië was gymleraar, moeder, uit Oegstgeest zijn leerlinge. Na hun huwelijk in 1946 moest vader in militaire dienst in Nederlands-Indië. Het echtpaar kwam in 1955 via Oegstgeest in Hoorn te wonen en zou lange tijd niet meer verhuizen. Het echtpaar kwam in 2011 in het nieuws vanwege hun 65-jarig huwelijk en hun langdurig wonen in Hoorn. Jopie Vos ontwierp poppen. Zij was laat jaren dertig bevriend geraakt met de Joodse Lotte Adler; beide werden opgeleid tot onderwijzeres. Onder druk van het naziregime werd het leven van Lotte Adler steeds onmogelijker gemaakt. In die tijd overhandigde Adler een fotoalbum en pianoboek aan haar vriendin. Adler werd via Kamp Westerbork (waar ze nog een brief wist te versturen) gedeporteerd naar Sobibór waar ze werd omgebracht. In 2002 schonk Vos de achtergelaten stukken aan het Herinneringscentrum Kamp Westerbork.